# 鯉魚門邨
鯉魚門邨（英語：Lei Yue Mun Estate）是香港的一個公共屋邨，項目編號為KL56NR，鯉旺樓則為KT10，位於九龍觀塘區油塘，名字是來自屋邨南面的著名境內海峽鯉魚門及鯉魚門村；此邨由香港房屋委員會發展及管理。

## 歷史
鯉魚門邨前身是嶺南新村，1994年香港主權移交前被政府清拆。政府提供前嶺南新村的土地予房委會興建公共房屋，然後房委會於1990年代著手設計規劃鯉魚門邨、並同時為屋邨命名。本屋邨得名自毗鄰著名境內海峽「鯉魚門」及「鯉魚門村」；雖然有「鯉魚門」字樣，但與前觀塘（鯉魚門道）邨無任何關係，而且兩邨地點不同：
- 鯉魚門邨：位於三家村與油塘邨之間，港鐵油塘站東南面
- 觀塘（鯉魚門道）邨：位於港鐵藍田站北面，於1962年落成，1997年清拆並重建成現時的鯉安苑[3]。

目前有「鯉魚門」字樣之屋邨或村落，就剩下鯉魚門邨和以海鮮聞名的「鯉魚門海鮮美食村」。
自從位於大本型MTR層的油塘公共運輸交匯處於2012年7月2日啟用後，原來的油塘巴士總站（欣榮街臨時巴士總站）停止運作，原址交由房屋署發展，作鯉魚門邨第三期發展，上蓋物業命名為鯉旺樓，於2016年落成，當鯉旺樓竣工後於原址重置巴士總站，命名為鯉魚門邨公共運輸交匯處，於2016年5月15日起正式運作。
2021年12月，房屋署將鯉魚門邨第四期撥作綠表置居計劃出售，並命名為「高宏苑」。

## 屋邨資料
鯉魚門邨接近鯉魚門海邊，加上在鯉魚門海峽一帶的樓宇只是以較矮的工業大廈和住宅（包括村屋）為主，所以鯉魚門邨大部份向南的單位皆可遠眺港島東岸的景色。加上該區一帶較為幽靜，居住環境可以媲美「豪宅」。第三期（鯉旺樓）已於2016年落成，提供443個單位，認可人口將有1,040人，並且增建2個社區遊樂場及重置欣榮街巴士總站。
第1期（鯉生樓、鯉意樓及鯉興樓）、第3期（鯉旺樓）及第4期（高宏苑）由房屋署總建築師（設計及標準策劃）設計；第2期（鯉隆樓）則由房屋署總建築師（3）設計；當中第3B期（鯉旺樓）的詳細設計由李景勳·雷煥庭建築師事務所設計。
鯉魚門邨以北有一個同樣由香港房屋委員會發展且同樣以「鯉魚門」命名的領展商場——鯉魚門廣場（兩者皆有天橋連接），但該商場其實是油美苑的基座，這種公共屋邨與同名房委會商場分離的情況在香港絕無僅有，唯當中原因無從稽考。

### 樓宇
鯉魚門邨現時共設5座，分別於2001年、2002年、2007年及2016年落成。與此同時、此邨亦正在加建兩座住宅；該等樓宇已於2021年12月列入綠表置居計劃，正式為「綠置居2022」的三個出售屋苑之一，並命名為「高宏苑」，2025年落成。
鯉魚門邨一期所有大廈為2000年版第三代半和諧式，於每層大堂位置設一條平衡陣，單位廚廁改為類似新和諧式的設計、但單位面積不變。
| 樓宇名稱（座號） | 樓宇類型                    | 落成年份 | 樓宇層數 （住宅層數） | 每層伙數                  | 每座單位總數（伙） | 建築師                                                       | 承建商           | 提供升降機的廠商 | 期數 |
| ---------------- | --------------------------- | -------- | --------------------- | ------------------------- | ------------------ | ------------------------------------------------------------ | ---------------- | ---------------- | ---- |
| 鯉生樓（第1座）  | 和諧一型第六款 （第三代半） | 2001年   | 41（40）              | 20（其餘樓層） 19（19樓） | 799                | 房屋署總建築師 （設計及標準策劃）                            | 保華建業集團     | 通力             | 1    |
| 鯉意樓（第2座）  | 和諧一型第六款 （第三代半） | 2001年   | 41（40）              | 20（其餘樓層） 19（19樓） | 799                | 房屋署總建築師 （設計及標準策劃）                            | 保華建業集團     | 通力             | 1    |
| 鯉興樓（第3座）  | 和諧一型第六款 （第三代半） | 2002年   | 41（40）              | 20（其餘樓層） 19（19樓） | 799                | 房屋署總建築師 （設計及標準策劃）                            | 保華建業集團     | 通力             | 1    |
| 鯉隆樓（第4座）  | 新和諧一型第六款            | 2007年   | 41（40）              | 20（其餘樓層） 19（19樓） | 799                | 房屋署總建築師（3）                                          | 保華建業集團     | 蒂森克虜伯       | 2    |
| 鯉旺樓（第5座）  | 非標準設計大廈 （T型）      | 2016年   | 39（37）              | 12（其餘樓層） 11（15樓） | 443                | 房屋署總建築師（設計及標準策劃）、 李景勳·雷煥庭建築師事務所 | 金門建築（上蓋） | 日立             | 3    |

（註：因發展計劃內的第6及7座已經轉作綠表置居計劃屋苑高宏苑的關係，故此略去部份座號。）

### 邨內設施
- 香港郵政九龍特快專遞運作中心（位於停車場大樓地庫二樓）[8]

## 相片集

### 屋邨與樓宇景色

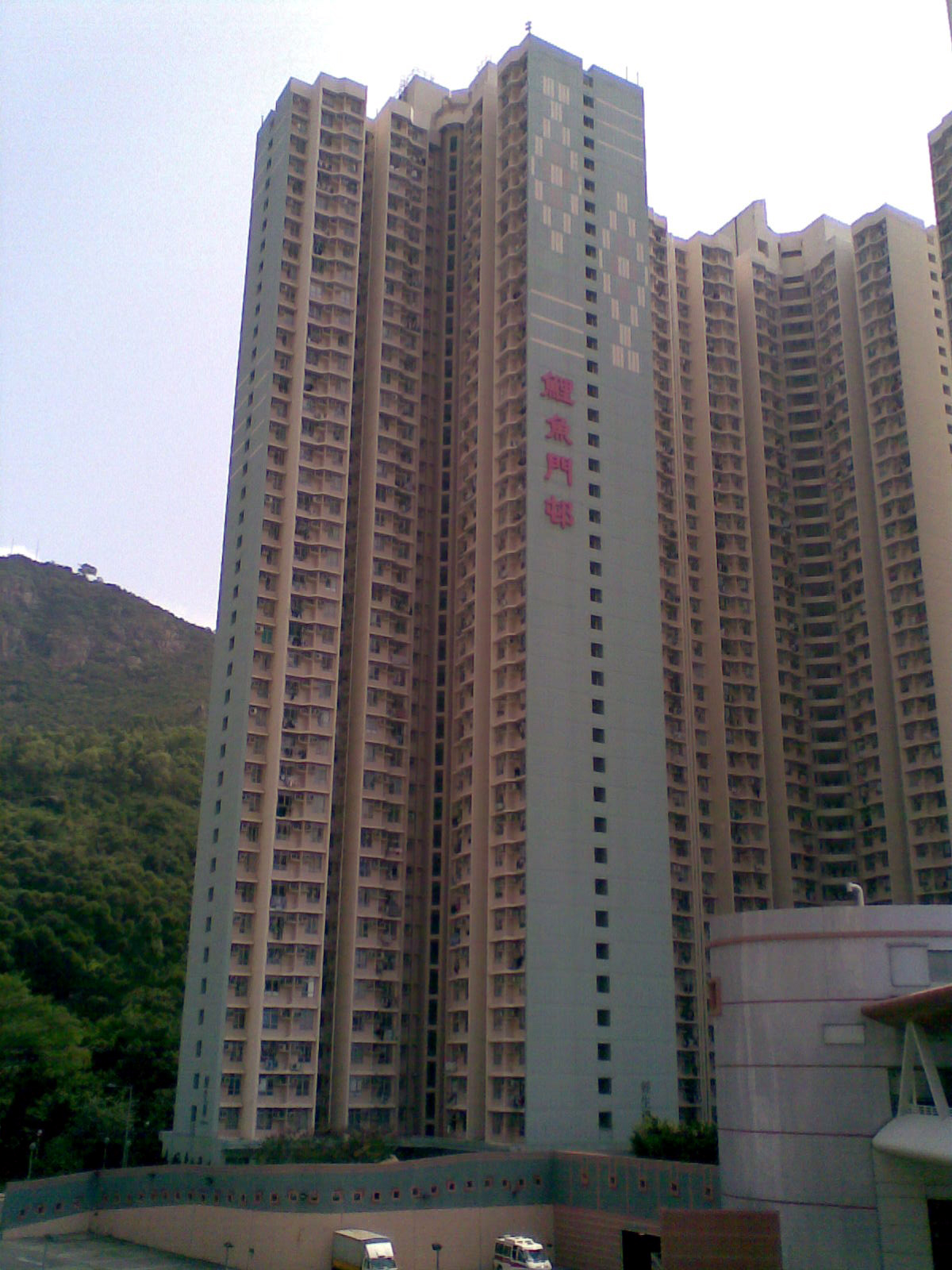
樓宇外觀
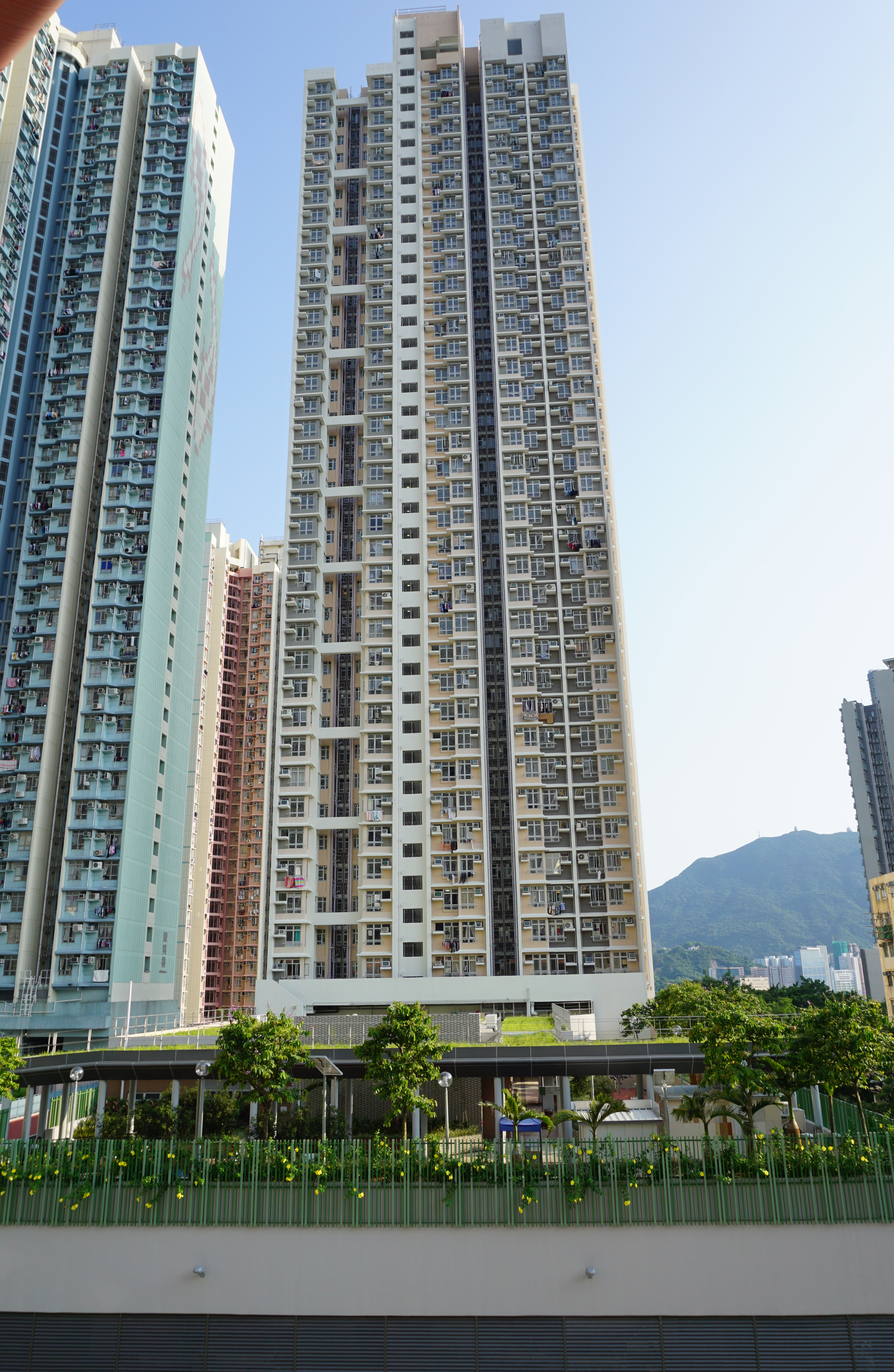
鯉魚門邨三期鯉旺樓
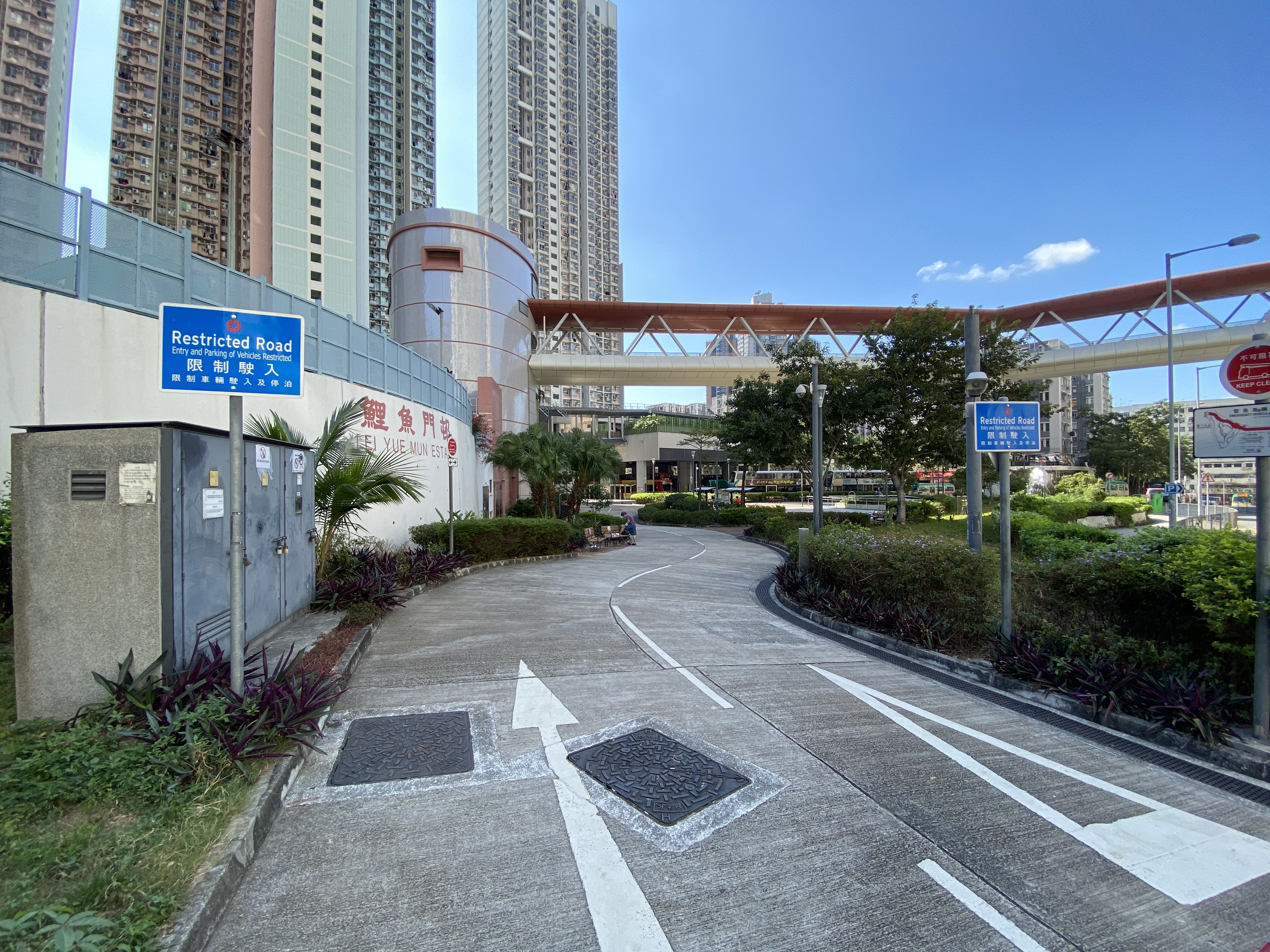
鯉魚門邨通道
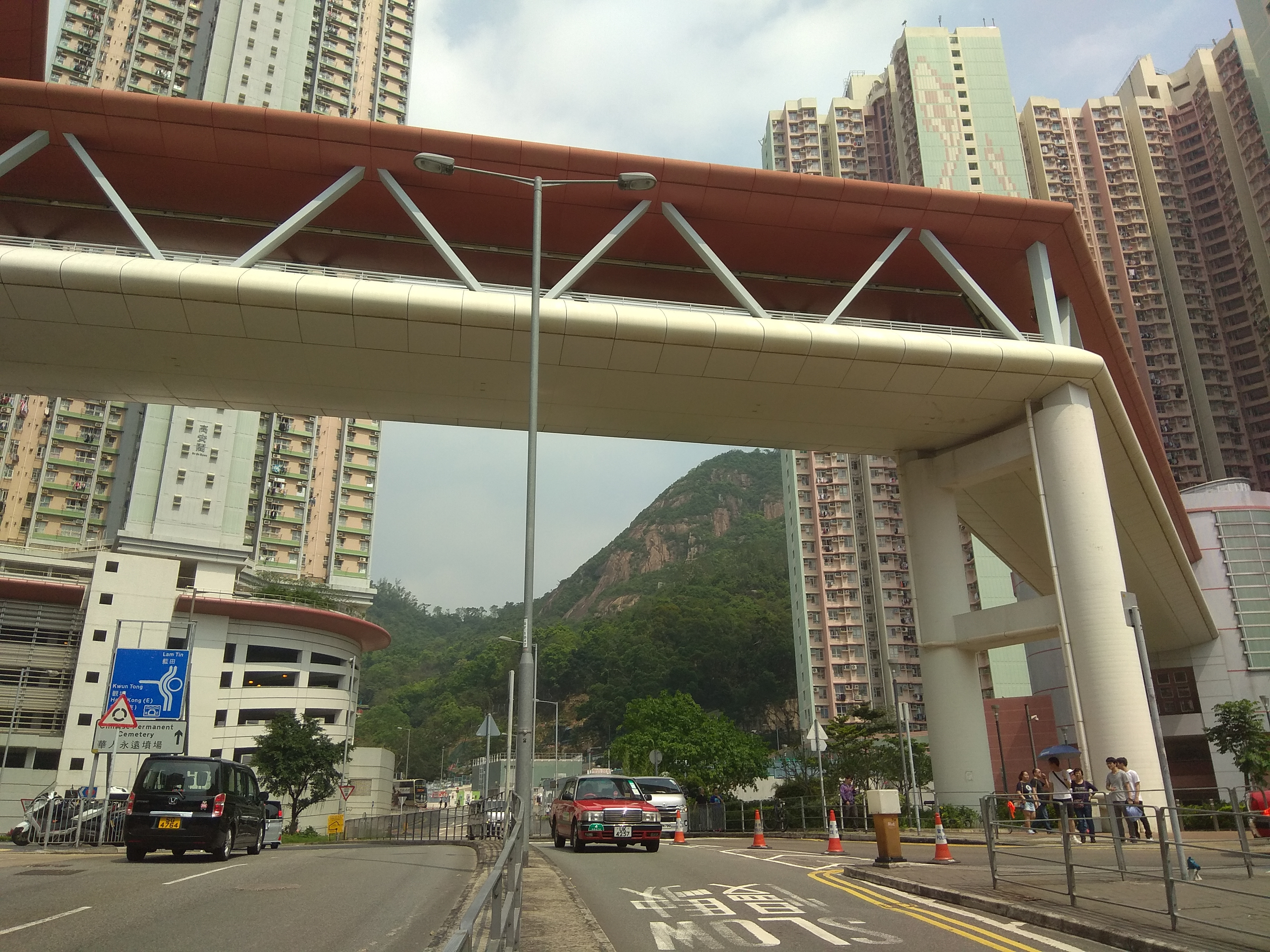
來往鯉魚門廣場的天橋
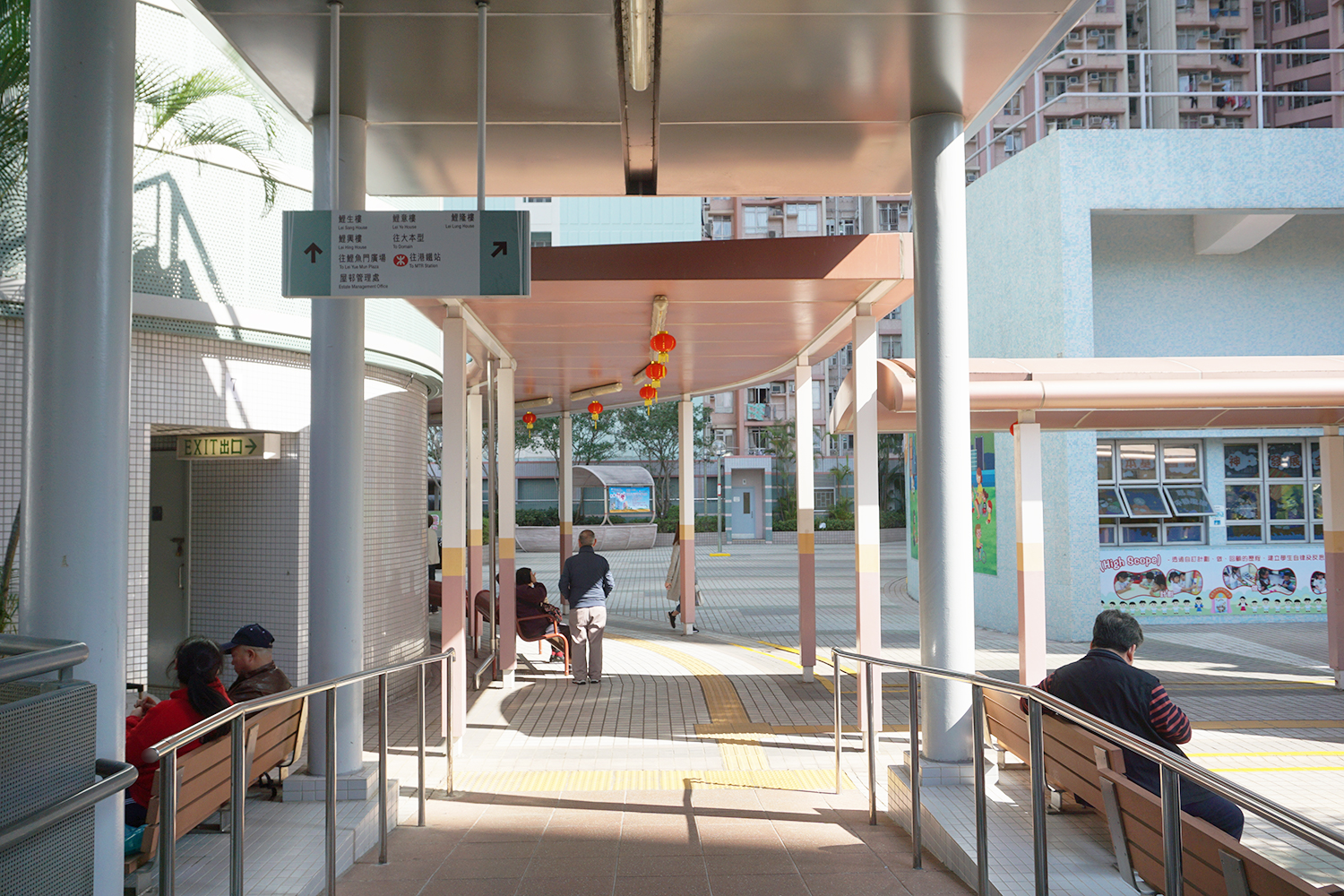
有蓋行人通道
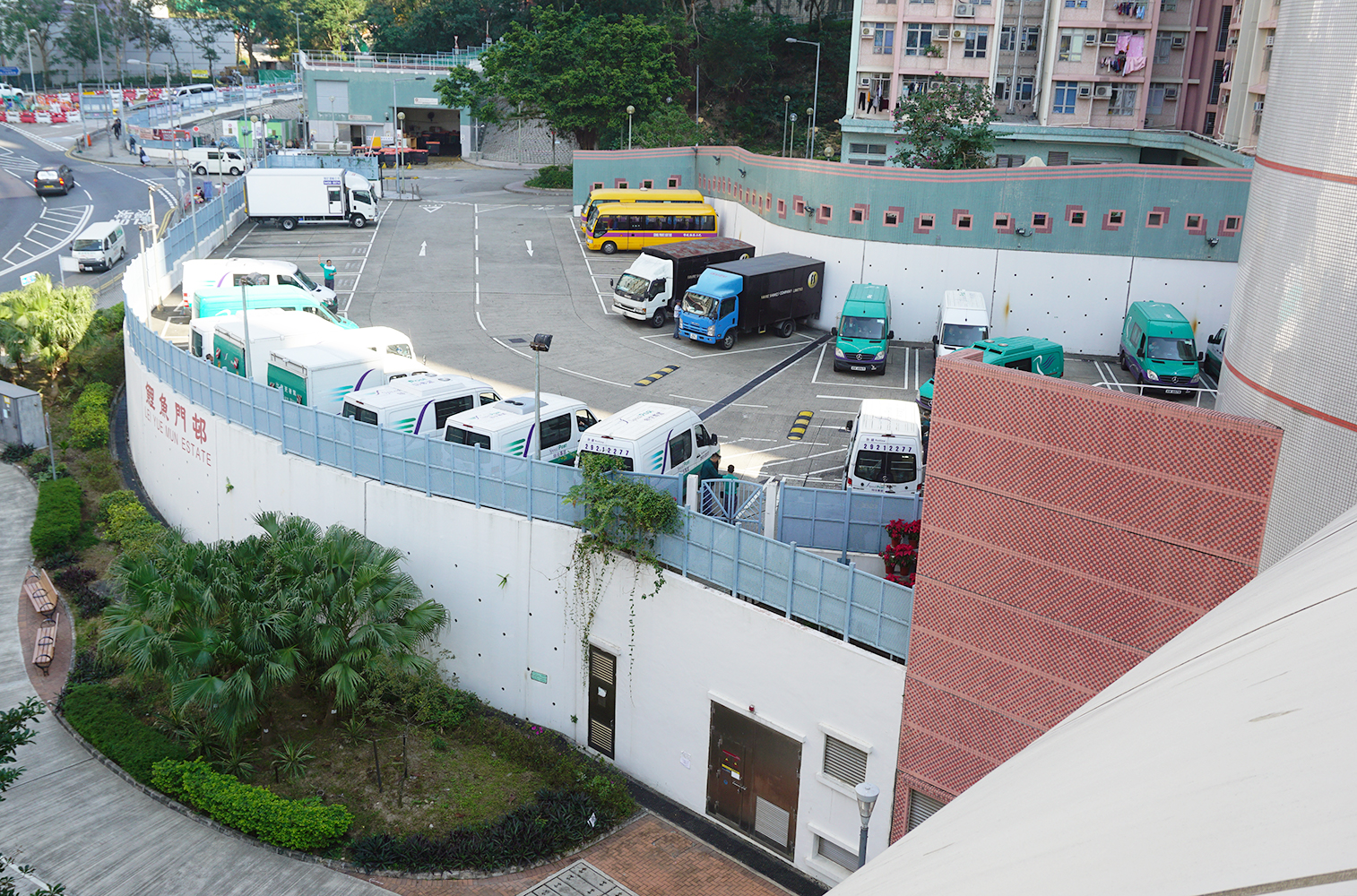
露天停車場
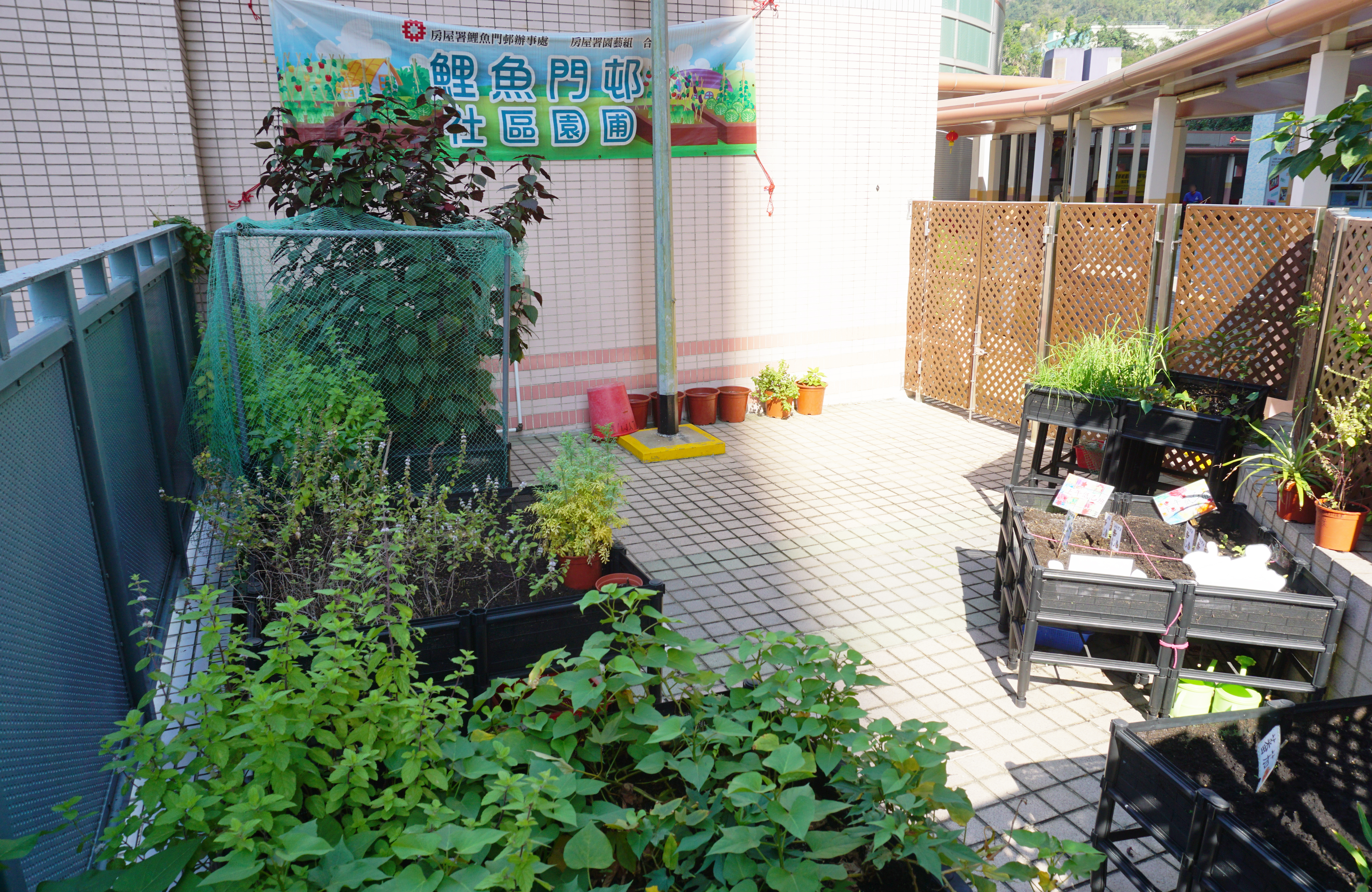
社區園圃

### 康樂與休憩設施

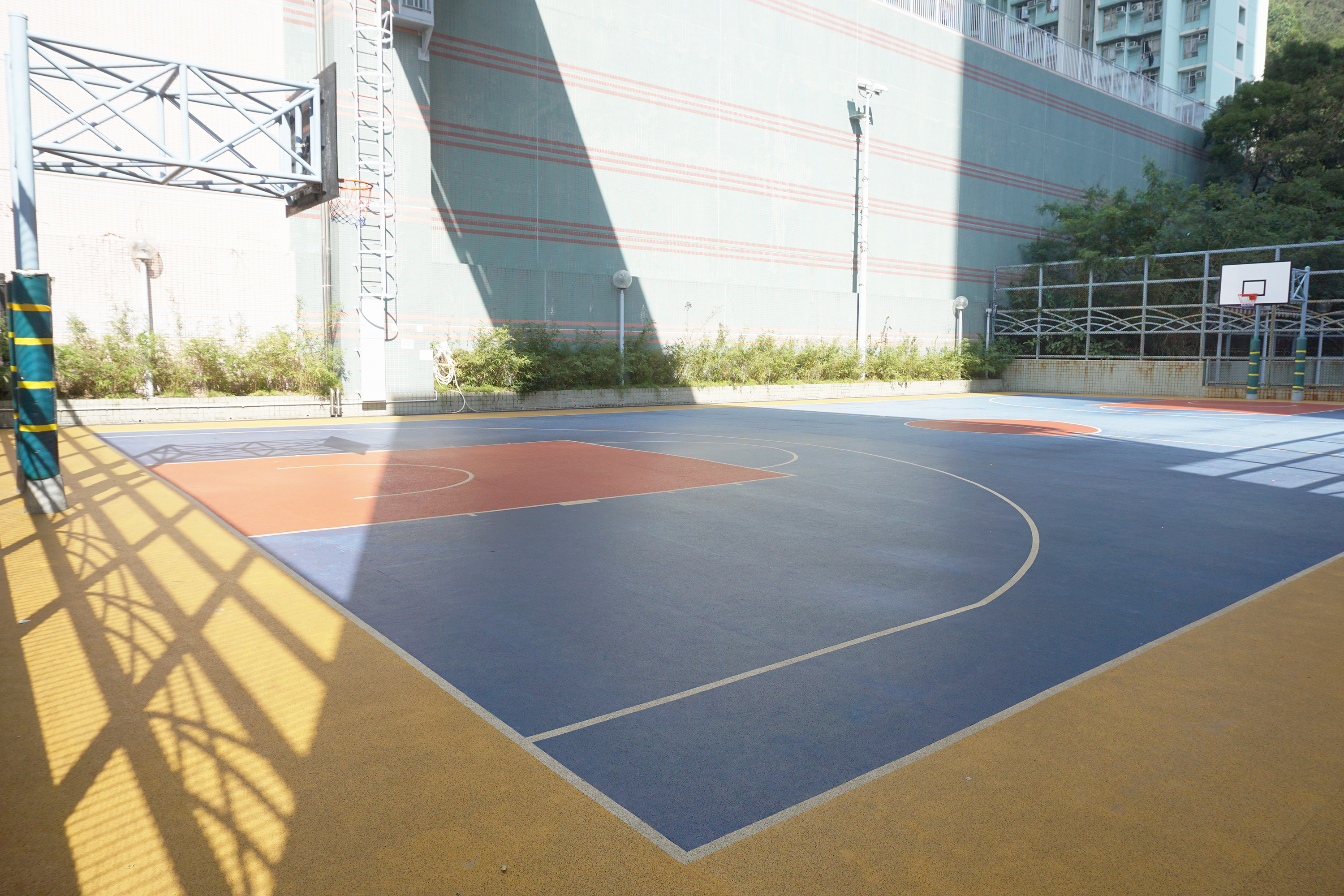
籃球場
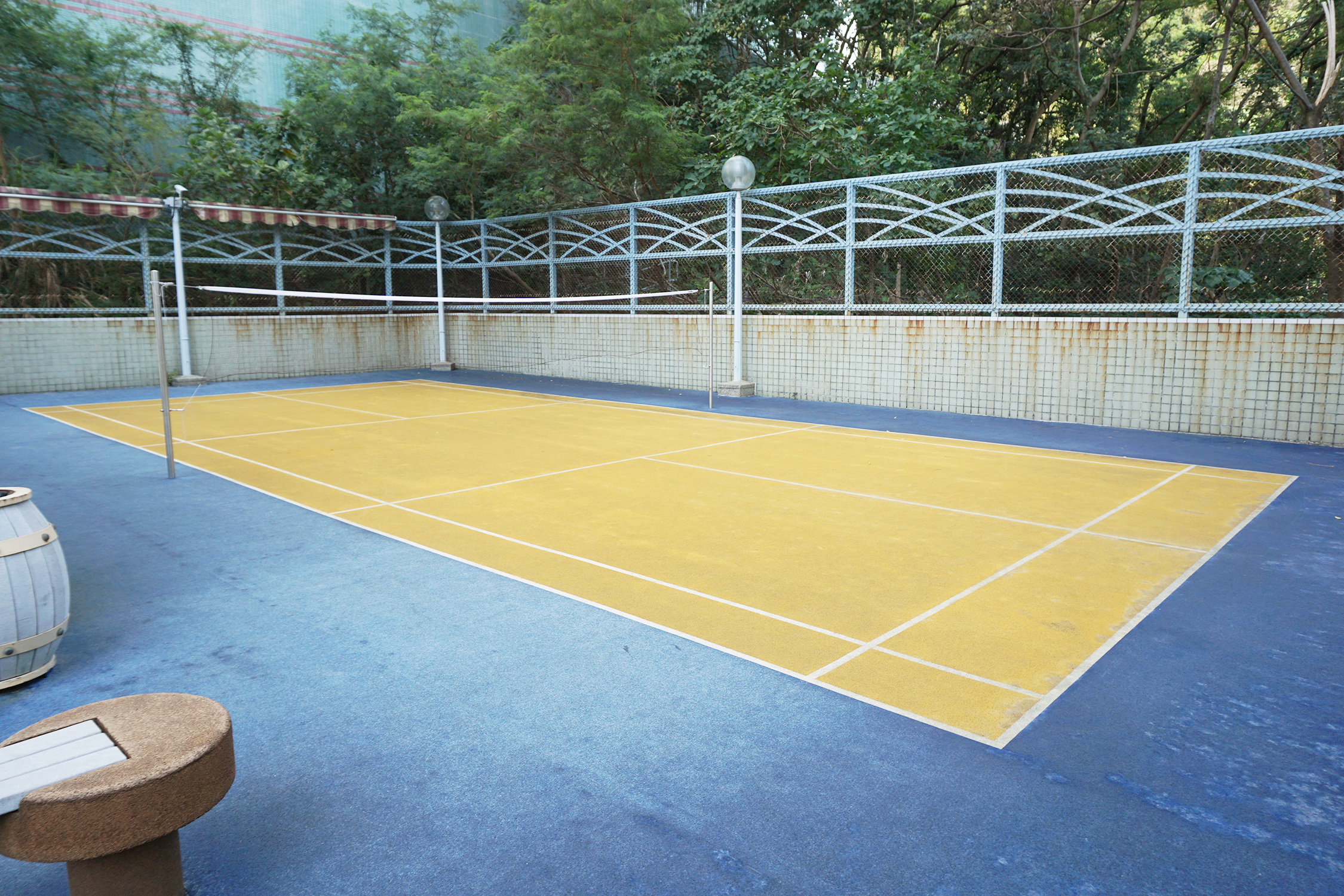
羽毛球場
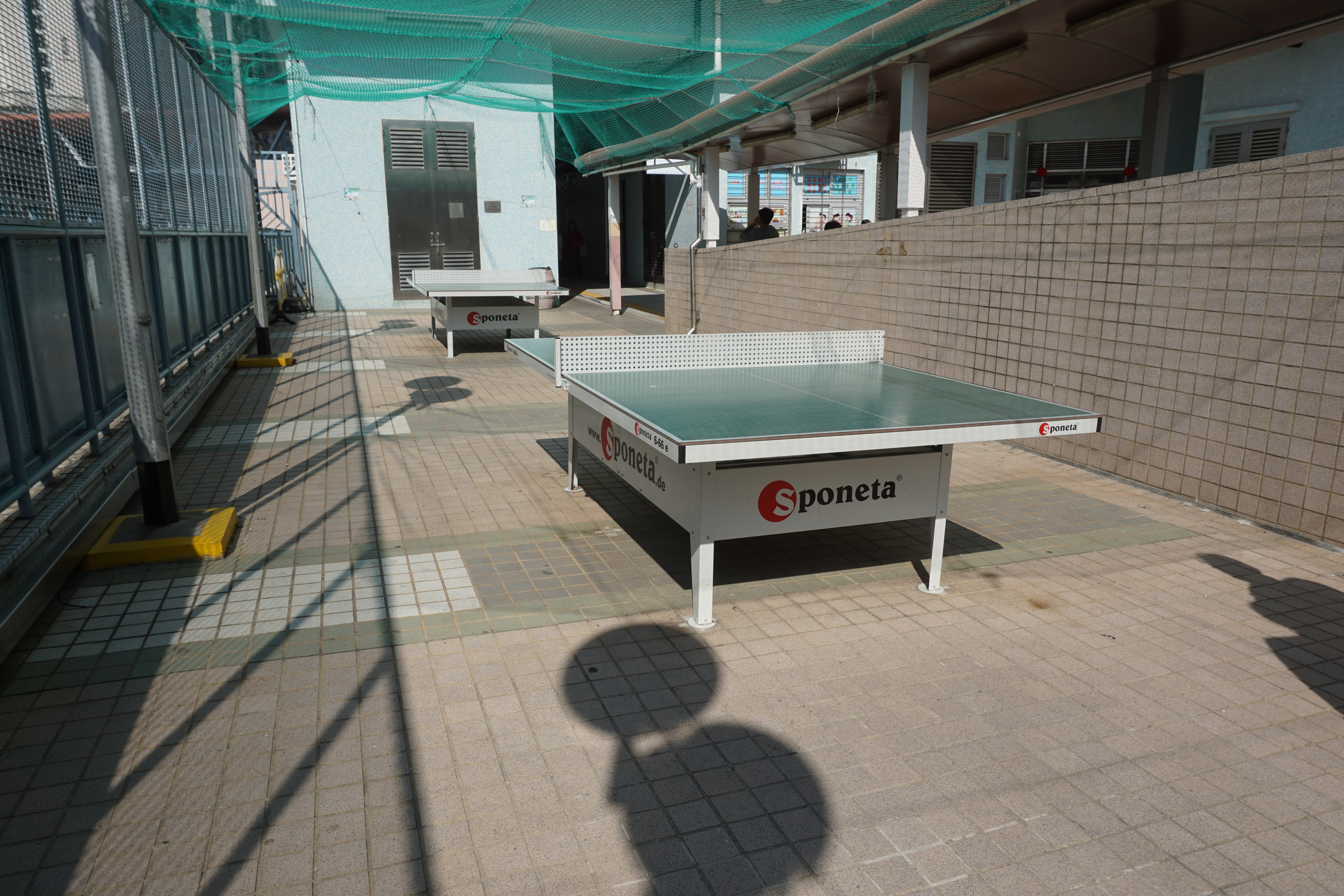
乒乓球桌
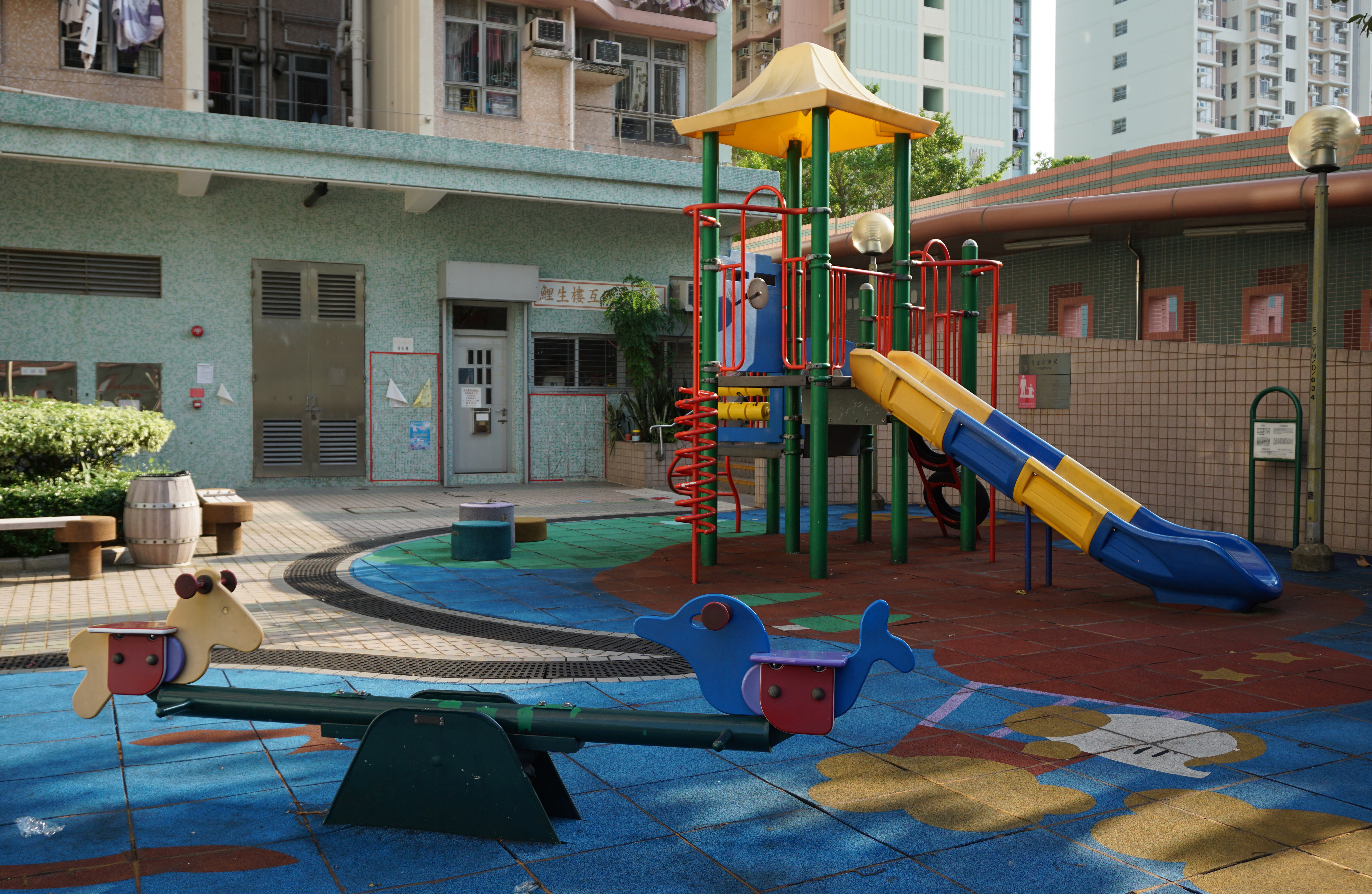
搖搖板及兒童遊樂場
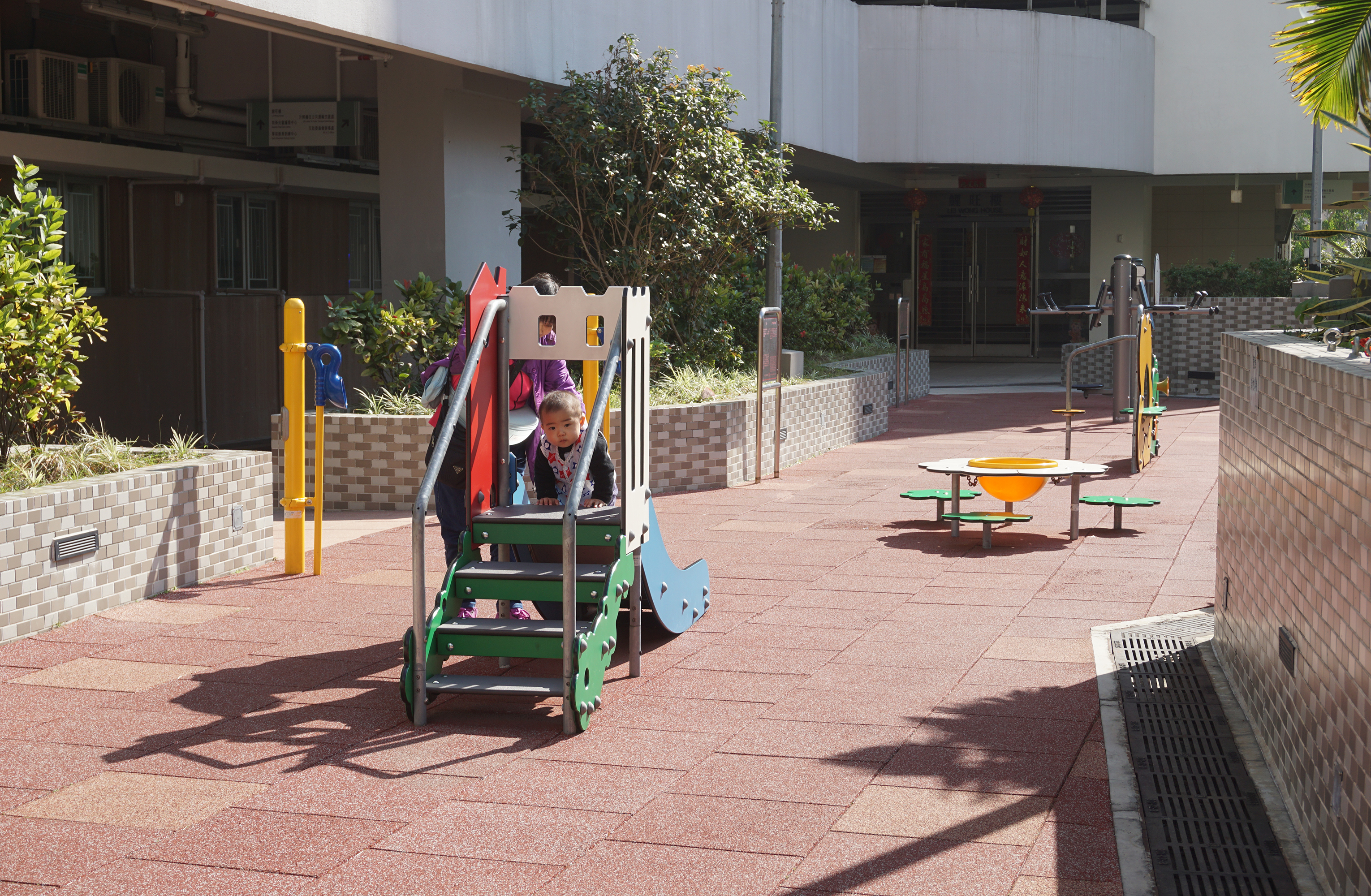
傳聲筒及健體設施
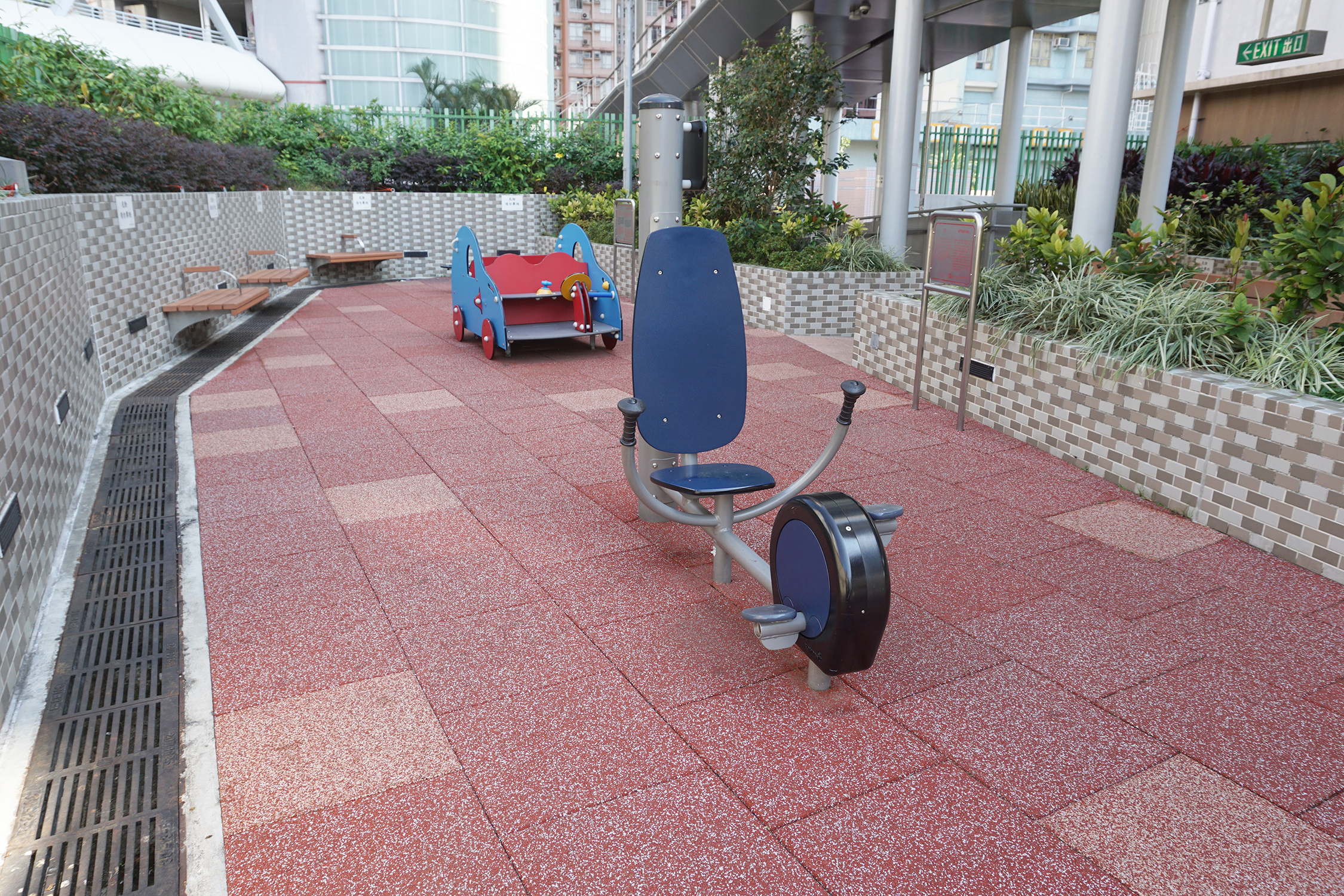
遊樂場及腳踏器
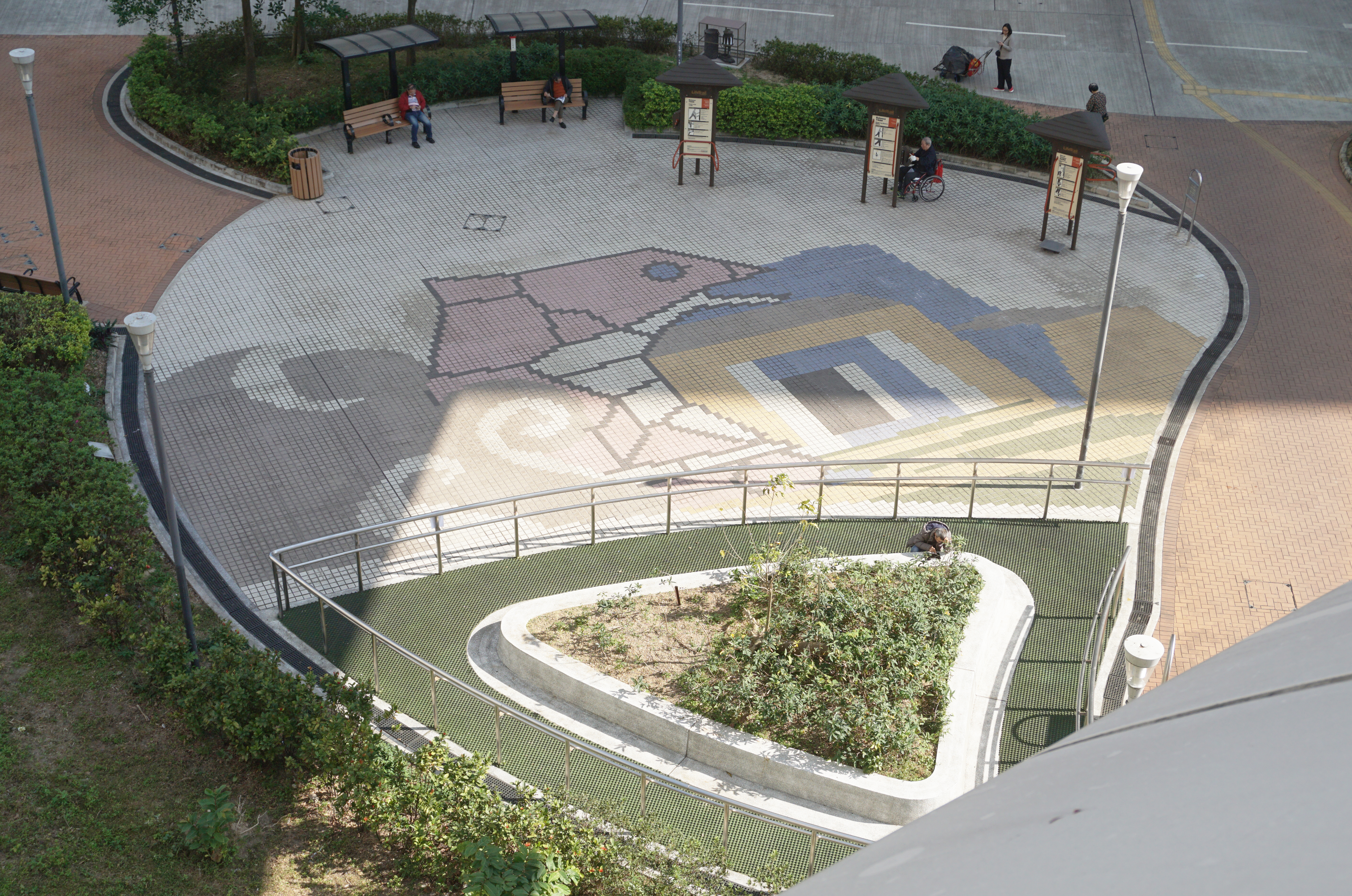
健體區及卵石路步行徑

### 興建時的第三期

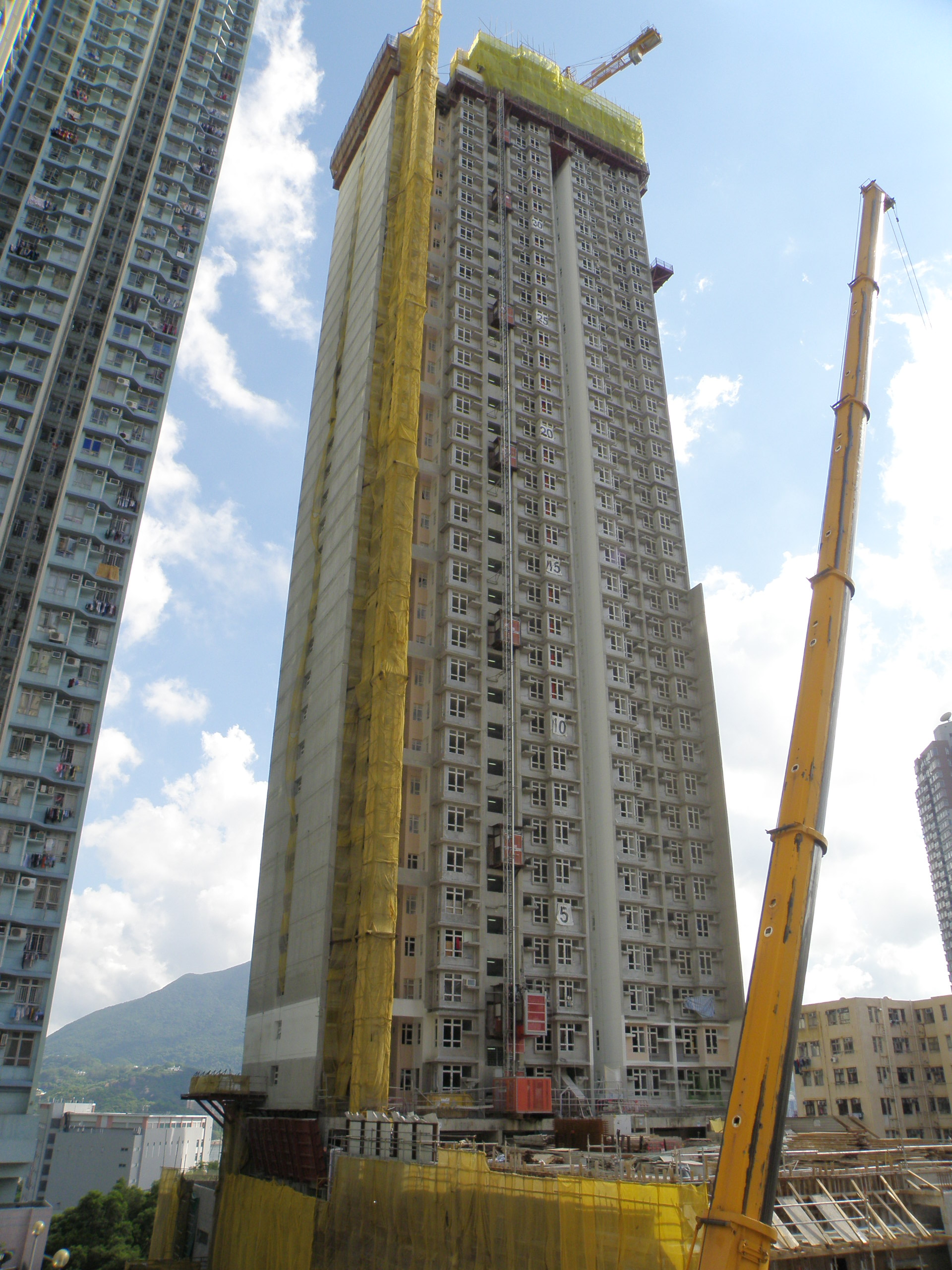
2015年6月，建築中鯉魚門邨三期（鯉旺樓）北面
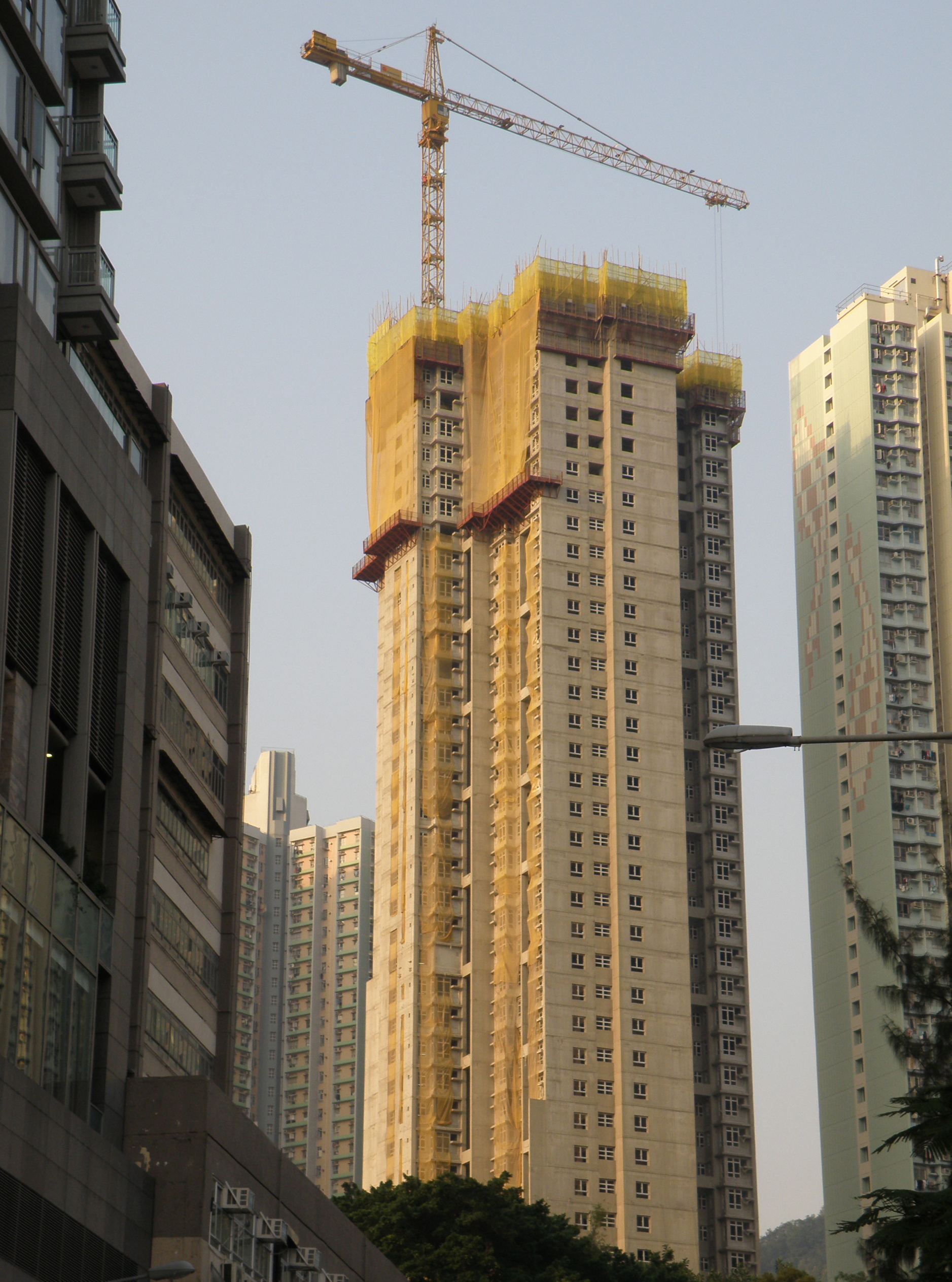
2015年4月，建築中鯉魚門邨三期（鯉旺樓）南面
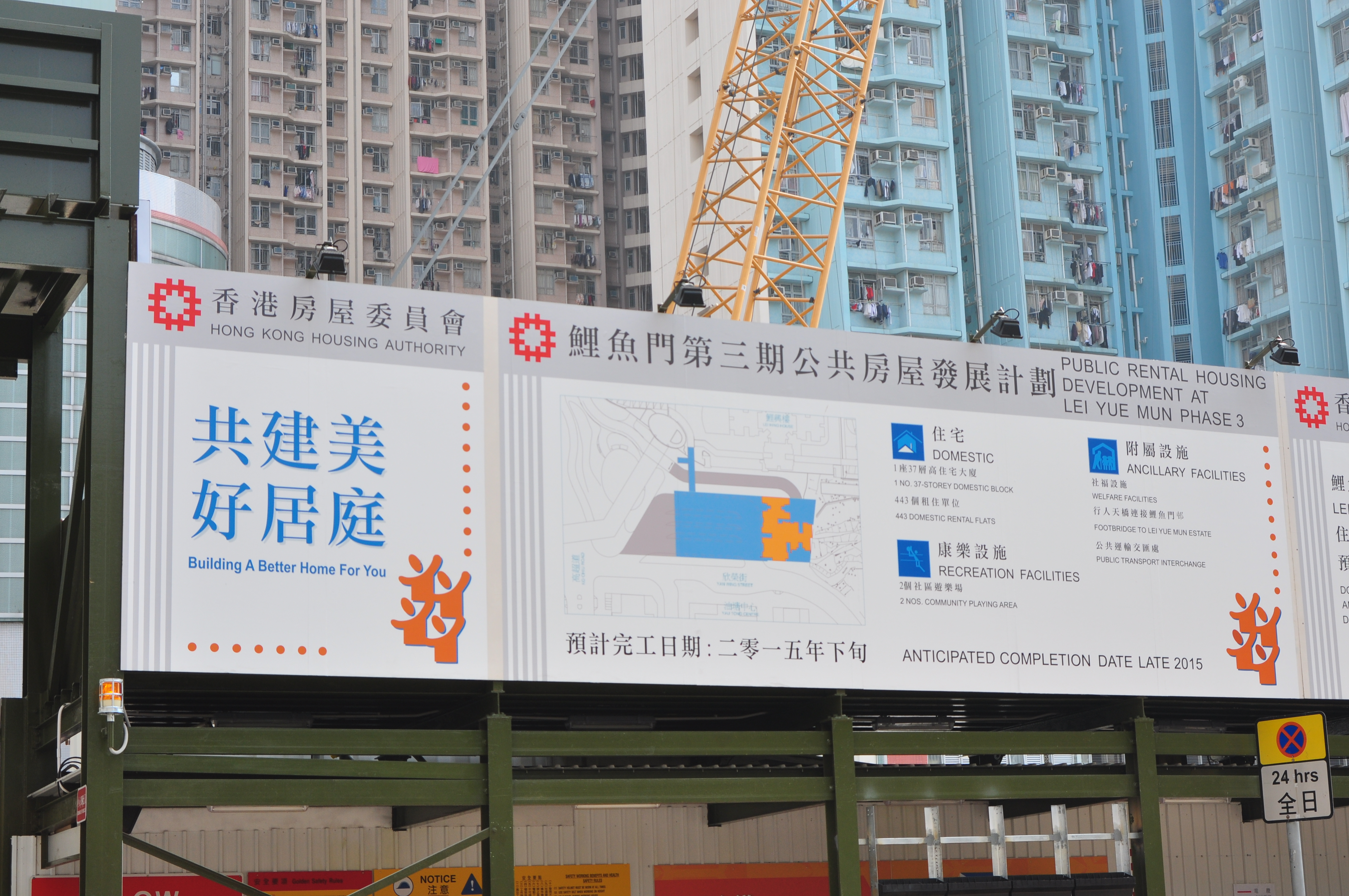
鯉魚門邨第三期工程告示板

## 教育

### 幼稚園
- 鯉魚門循道衞理幼稚園 （2002年創辦）（位於鯉興樓地下）
- 明愛鯉魚門幼兒學校（2003年創辦）（位於鯉生樓地下B及C翼）

## 附近建築／景點
- 高宏苑
- 高曦苑（建築中）
- 高翔苑
- 油美苑及油翠苑
- 高怡邨
- 高俊苑
- 大本型
- 鯉魚門廣場
- 油塘中心
- 鯉灣天下
- 嘉賢居
- Ocean One
- Peninsula East
- 三家村遊樂場
- 油塘工業區
- 聖雅各伯堂
- 鯉魚門
  - 三家村避風塘
  - 三家村碼頭
  - 鯉魚門市政大廈
  - 三家村
  - 馬環村
  - 馬背村
  - 安里西村
  - 輋頂村
  - 賽馬會鯉魚門創意館（前海濱學校）
  - 鯉魚門天后廟
  - 魔鬼山炮台
  - 鯉魚門燈塔
- 海傲灣
- 曦臺
- 蔚藍東岸
- 朗譽
- 親海駅
- 港鐵油塘通風樓項目
- 東源街項目
- 油塘灣大型綜合發展項目
- 四山街8號項目

## 外部連結
- 房委會物業位置及資料 鯉魚門邨（页面存档备份，存于）
- 房委會物業位置及資料 鯉魚門邨 （页面存档备份，存于）

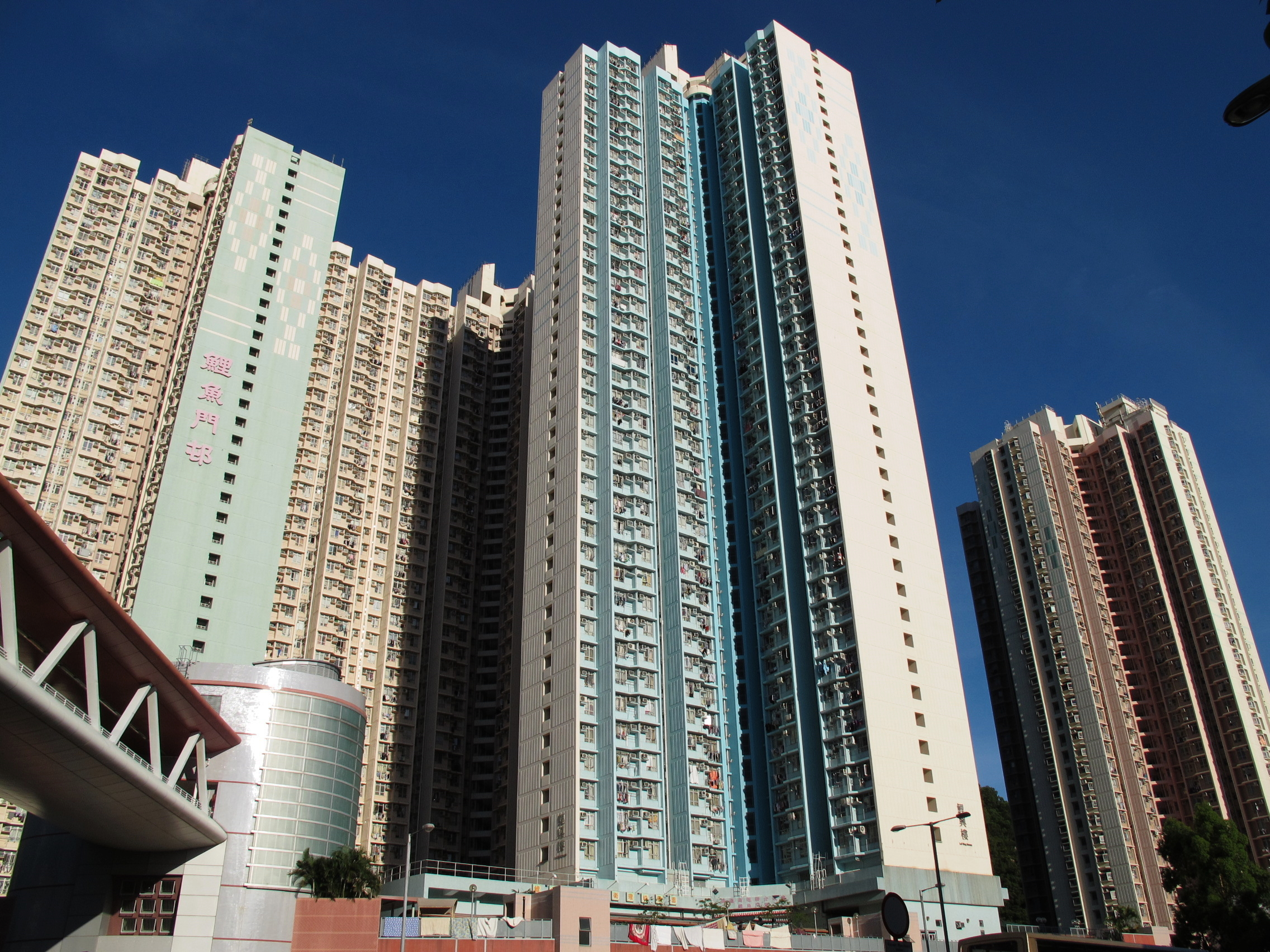
鯉魚門邨一期及二期大廈外觀（2011年）

- PLANNING BRIEF - Lei Yue Mun Estate（页面存档备份，存于）